# Flakåstjärnen
Flakåstjärnen är en sjö i Ragunda kommun i Jämtland och ingår i Indalsälvens huvudavrinningsområde. Sjön har en area på 0,0635 kvadratkilometer och ligger 402 meter över havet. Sjön avvattnas av vattendraget Degresjöbäcken.

## Delavrinningsområde
Flakåstjärnen ingår i det delavrinningsområde (700641-153601) som SMHI kallar för Utloppet av Degresjön. Medelhöjden är 412 meter över havet och ytan är 7,75 kvadratkilometer. Det finns inga avrinningsområden uppströms utan avrinningsområdet är högsta punkten. Degresjöbäcken som avvattnar avrinningsområdet har biflödesordning 3, vilket innebär att vattnet flödar genom totalt 3 vattendrag innan det når havet efter 117 kilometer. Avrinningsområdet består mestadels av skog (81 procent). Avrinningsområdet har 0,74 kvadratkilometer vattenytor vilket ger det en sjöprocent på 9,5 procent.